# Municipio de Cheever
El municipio de Cheever (en inglés: Cheever Township) es un municipio ubicado en el condado de Dickinson en el estado estadounidense de Kansas. En el año 2010 tenía una población de 130 habitantes y una densidad poblacional de 1,4 personas por km².

## Geografía
El municipio de Cheever se encuentra ubicado en las coordenadas 39°5′17″N 97°12′7″O / 39.08806, -97.20194. Según la Oficina del Censo de los Estados Unidos, el municipio tiene una superficie total de 92.88 km², de la cual 92,76 km² corresponden a tierra firme y (0,13 %) 0,12 km² es agua.

## Demografía
Según el censo de 2010, había 130 personas residiendo en el municipio de Cheever. La densidad de población era de 1,4 hab./km². De los 130 habitantes, el municipio de Cheever estaba compuesto por el 98,46 % blancos y el 1,54 % eran de una mezcla de razas. Del total de la población el 3,08 % eran hispanos o latinos de cualquier raza.